# Велике Міню
Велике Мінью — міська агломерація в Португалії, що включає в себе місто Брага та прилеглі до нього промислові міста-супутники. Ця агломерація має певну адміністративну автономію. 

## Склад
У Велике Мінью входять такі громади: 
1. Амаріш
2. Барселуш
3. Брага
4. Віейра-ду-Мінью
5. Візела
6. Віла-Верді
7. Віла-Нова-ді-Фамаліканн
8. Гімарайш
9. Кабесейраш-ді-Башту
10. Повуа-ді-Ланьозу
11. Терраш-ді-Бору
12. Фафе